# Informe Smeed
El Informe Smeed (titulado Precio de las carreteras: las posibilidades económicas y técnicas) fue un estudio sobre métodos alternativos de cobrar por el uso de las carreteras, encargado por el gobierno del Reino Unido entre 1962 y 1964 y dirigido por RJ Smeed. El informe no llegó a una recomendación sin reservas para tarificación de las carreteras, pero apoyó la tarificación por congestión para las redes de carreteras con mucho tráfico. 

## Equipo
El equipo fue dirigido por RJ Smeed, subdirector del Laboratorio Británico de Investigación de Carreteras (RRL) e incluyó a 11 economistas e ingenieros.